# Josh Kerr
Josh Kerr (Edimburgo, 8 ottobre 1997) è un mezzofondista britannico.

## Carriera
Ha vinto un bronzo ed un argento olimpico nei 1500 metri piani tra il 2021 ed il 2024. Ha inoltre conquistato una medaglia d'oro nei 1500 metri piani ai mondiali di Budapest 2023 ed un oro nei 3000 metri piani ai mondiali indoor di Glasgow 2024.

## Palmarès
| Anno | Manifestazione          | Sede       | Evento       | Risultato | Prestazione | Note                                     |
| ---- | ----------------------- | ---------- | ------------ | --------- | ----------- | ---------------------------------------- |
| 2015 | Europei U20             | Eskilstuna | 1500 m piani | Oro       | 3'49"62     |                                          |
| 2016 | Europei di cross        | Bydgoszcz  | Corsa U20    | 14º       | 17'38"      |                                          |
| 2016 | Europei di cross        | Bydgoszcz  | A squadre    | Bronzo    | 43 p.       |                                          |
| 2016 | Mondiali U20            | Bydgoszcz  | 1500 m piani | 10º       | 3'51"23     |                                          |
| 2017 | Mondiali                | Londra     | 1500 m piani | Batteria  | 3'47"30     |                                          |
| 2019 | Mondiali                | Doha       | 1500 m piani | 6º        | 3'32"52     | Miglior prestazione personale            |
| 2021 | Giochi olimpici         | Tokyo      | 1500 m piani | Bronzo    | 3'29"05     | Miglior prestazione personale            |
| 2022 | Mondiali                | Eugene     | 1500 m piani | 5º        | 3'30"60     | Miglior prestazione personale stagionale |
| 2022 | Giochi del Commonwealth | Birmingham | 1500 m piani | 12º       | 3'35"72     |                                          |
| 2023 | Mondiali                | Budapest   | 1500 m piani | Oro       | 3'29"38     | Miglior prestazione personale stagionale |
| 2024 | Mondiali indoor         | Glasgow    | 3000 m piani | Oro       | 7'42"98     |                                          |
| 2024 | Giochi olimpici         | Parigi     | 1500 m piani | Argento   | 3'27"79     | Record nazionale                         |

## Campionati nazionali
2015
- Oro ai campionati britannici juniores, 1500 m piani - 3'49"86

2016
- 4º ai campionati britannici, 1500 m piani - 3'44"51

2017
- Argento ai campionati britannici, 1500 m piani - 3'47"71

2018
- 5º ai campionati britannici, 1500 m piani - 3'48"02

2019
- Argento ai campionati britannici, 1500 m piani -

2020
- 4º ai campionati britannici indoor, 800 m piani - 1'47"37

2021
- Oro ai campionati britannici, 1500 m piani - 3'40"72

2022
- Bronzo ai campionati britannici, 1500 m piani - 3'40"63

2023
- 5º ai campionati britannici, 800 m piani - 1'46"35

2024
- 7º ai campionati britannici, 800 m piani - 1'53"96

## Altre competizioni internazionali
2019
- 8º ai London Anniversary Games ( Londra), miglio - 3'53"88

2022
- Oro al Boston University Last Chance Meet ( Boston), miglio[3] - 3'48"87
- 6º al Weltklasse Zürich ( Zurigo), 1500 m piani - 3'31"85
- 4º all'Athletissima ( Losanna), 1500 m piani - 3'32"28
- 5º al British Grand Prix ( Birmingham), 1500 m piani - 3'35"92

2023
- Oro ai Millrose Games ( New York), 3000 m piani indoor - 7'33"47
- 9º ai Bislett Games ( Oslo), 1500 m piani - 3'30"07
- Bronzo all'Athletissima ( Losanna), 1500 m piani - 3'29"64
- Argento al Weltklasse Zürich ( Zurigo), 1500 m piani - 3'30"51

2024
- Oro al Prefontaine Classic ( Eugene), miglio - 3'45"34
- 5º alla Weltklasse Zürich ( Zurigo), 1500 m piani - 3'31"46

2025
- Argento al London Athletics Meet ( Londra), 1500 m piani - 3'29"37